# Guru Nanak
Guru Nanak pronúnciaⓘ (em panjabi:  ਗੁਰੂ ਨਾਨਕ; em hindi:  गुरु नानक, Urdu: گرونانک‎, ˈɡʊɾu ˈnɑnək Gurū Nānak) (15 de abril de 1469 — 22 de setembro de 1539) foi o fundador do siquismo e o primeiro dos gurus siques. Seu nascimento é celebrado mundialmente no Kartik Puranmashi, o dia de lua cheia que cai anualmente em datas diferentes no mês de Katak, entre outubro e novembro no calendário gregoriano.
Guru Nanak viajou por muitos lugares ensinando a mensagem do Deus único que vive em cada uma de suas criações e constitui a Verdade eterna. Ele assentou as bases para uma plataforma espiritual, social, e política baseada na igualdade, no amor fraterno, na bondade e na virtude.
É parte da crença religiosa sique que o espírito de santidade, divindade e autoridade religiosa de Guru Nanak subsistiu sobre cada um dos nove Gurus subsequentes quando a condição lhes foi passada.

## Família e início

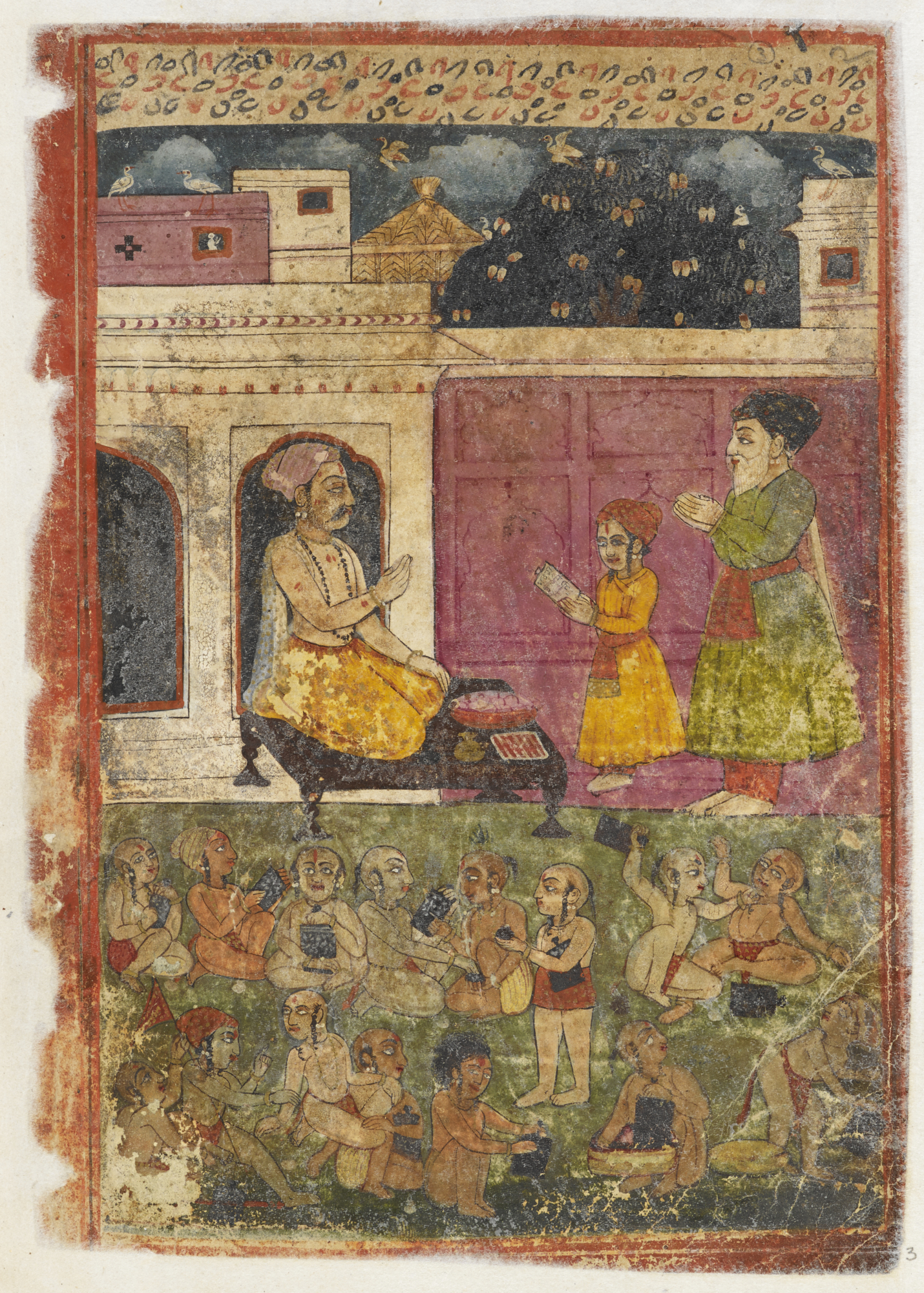
Baba Nanak vai à escola

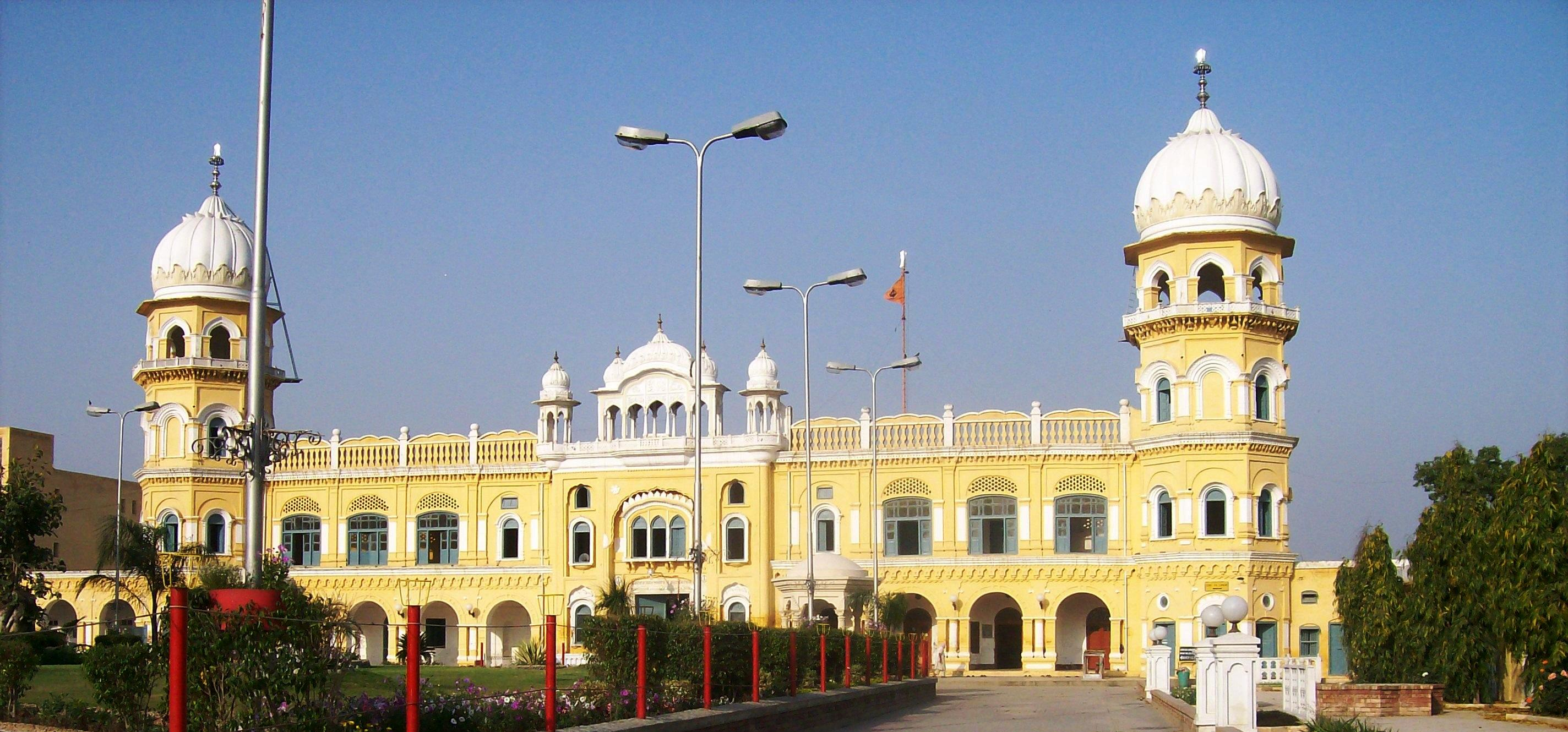
Gurdwara Janam Asthan.

Nanak nasceu em 15 de abril de 1469 em Rāi Bhoi Kī Talvaṇḍī (atual Nankana Sahib, Punjabe, Paquistão), próximo a Lahore. Seus pais eram Kalyan Chand Das Bedi, popularmente conhecido como Mehta Kalu e Mata Tripta. Seu pai era o contador local das colheitas da vila de Talwandi. Seus pais eram hindus e pertenciam à casta dos mercadores.
Ele tinha uma irmã, Bebe Nanaki, cinco anos mais velha. Em 1475 ela casou-se e se mudou para Sultanpur. Nanak era ligado à irmã e foi junto para Sultanpur, para viver com ela e o marido. Por volta dos 16 anos, Nanak começou a trabalhar para Daulat Khan Lodi, empregador do marido de Nanaki. Este tempo foi marcante para Nanak, como sugere a obra Janam Sakhi e em suas numerosas alusões à estrutura governamental em seus hinos, foram provavelmente concebidas durante esse tempo.
Comentários sobre sua vida dão detalhes do desenvolvimento precoce de sua consciência. Aos cinco anos, diz-se que Nanak já havia demonstrado interesse em assuntos divinos. Aos sete, seu pai matriculou-o na escola da vila, como mandava o costume. A tradição oral diz que, ainda criança, Nanak impressionou seu professor ao descrever o simbolismo implícito da primeira letra do alfabeto, que consiste numa linha praticamente reta no Alfabeto persa ou árabe, lembrando a versão matemática de um, como denotante da natureza única de Deus. Outras histórias da infância de Nanak referem-se a estranhos e miraculosos eventos, tais como o testemunhado por Rai Bular, no qual a cabeça da criança dormente foi protegida da forte luz do sol, em um dos relatores, pela sombra estacionária de uma árvore ou, em outro, por uma cobra venenosa.
Em 24 de setembro de 1487 casou-se com Mata Sulakkhani, filha de Mūl Chand e Chando Rāṇī, na cidade de Batala. O casal teve dois filhos, Sri Chand (8 de setembro de 1494 – 13 de janeiro de 1629) e Lakhmi Chand (12 de fevereiro de 1497 – 9 de abril de 1555). Sri Chand recebeu iluminação dos ensinamentos de Guru Nanak e tornou-se fundador do grupo dos Udasi.

## Biografias

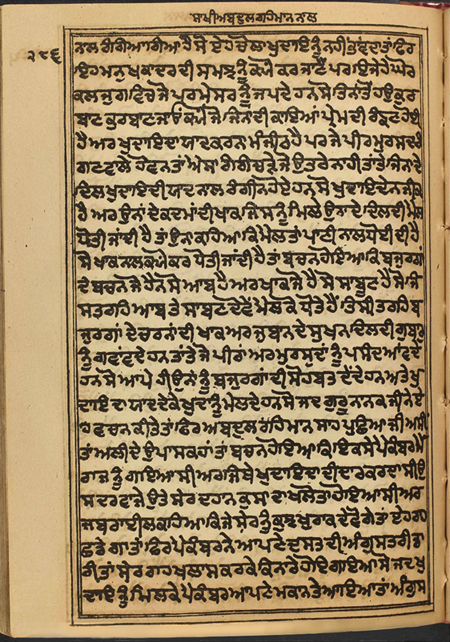
O Janamsakhi, de Bhai Mani Singh.

As primeiras fontes biográficas da vida de Nanak reconhecidas atualmente são os Janamsākhīs (histórias da vida) e os vārs (exposições) do escriba Bhai Gurdas. Gurdas, um escriba do Gurū Granth Sahib, também descreveu sobre a vida de Nanak nos seus vārs. Ainda que estes tenham sido compilados em um tempo posterior ao da vida de Nanak, são menos detalhados que os Janamsākhīs. Os Janamsākhīs recontam em minúcias as circunstâncias do nascimento do guru.
Gyan Ratanavali atribuiu a Bhai Mani Singh, que escreveu com a intenção expressa de corrigir relatos heréticos sobre a vida de Guru Nanak. Bhai Mani Singh foi um sique contemporâneo ao Guru Gobind Singh que foi demandado por alguns siques com a requisição de que preparasse um relato autêntico da vida do Guru Nanak. Outro Janamsākhī popular foi alegadamente escrito por um companheiro próximo do Guru, Bhai Bala. Entretanto, o estilo de escrita e a linguagem empregada deixaram os estudiosos, tais como Max Arthur Macauliffe, certos de que eles foram compostos após a morte de Nanak. De acordo com os estudiosos, há considerável base para duvidar da alegação de que o autor fosse um companheiro próximo do Guru Nanak e o tenha acompanhado em muitas de suas viagens.

## Siquismo
Rai Bular, o proprietário local, e a irmã de Nanak, Bibi Nanaki, foram as primeiras pessoas a reconhecer qualidades divinas no rapaz. Eles encorajaram-no e apoiaram-no para estudar e viajar. A tradição sique diz que, por volta de 1499, aos 30 anos de idade, ele teve uma visão. Depois de não ter conseguir retornar de suas abluções, suas roupas foram encontradas nas margens de um rio chamado Kali Bein. As pessoas imaginaram que ele tivesse se afogado no rio; Daulat Khan fez com que o curso d'água fosse dragado; no entanto, corpo algum foi encontrado. Três dias após o desaparecimento, Nanak reapareceu, permanecendo em silêncio. No dia seguinte, ele declarou:
| “ | Não há Hindu nem Muçulmano, mas apenas o homem. Que caminho devo eu seguir? Seguirei o caminho de Deus. Deus não é Hindu nem Muçulmano e o caminho que eu sigo é o de Deus. | ” |

Nanak disse ter sido levado à corte de Deus. Lá, foi-lhe oferecida um taça com amrita (néctar) e dada a ordem:
| “ | Esta é a taça da adoração ao Nome de Deus. Beba-a. Eu estou com você. Eu o abençoo e Eu o levantarei. Quem quer que se lembre de você contará com o Meu favor. Vá, faça o regozijo de Meu Nome e ensine outros a fazê-lo. Eu agraciei o dom de Meu Nome a você. Deixe este ser o seu chamado. | ” |

Desse ponto em diante, Nanak é descrito nos relatos como Guru (mestre) e o Siquismo nasceu.
A crença básica do siquismo é espalhar a mensagem da gentileza e da paz, em vez da vingança e do despeito. O siquismo é uma das mais novas religiões do mundo. Os siques seguem os ensinamentos do Guru Granth Sahib, o livro sagrado que abrange o ensinamento de seis dos dez gurus do siquismo e alguns santos e homens devotos. O Guru Granth Sahib é cultuado como a autoridade suprema do siquismo e é considerado o décimo-primeiro, último e final Guru sique. Na condição de primeiro guru sique, Guru Nanak contribuiu com um total de 974 hinos para o livro.

## Ensinamentos

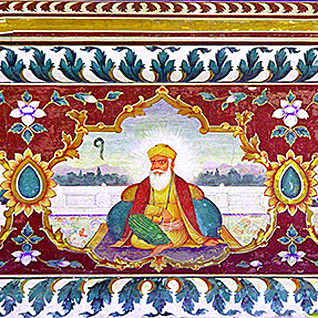
Afresco de Guru Nanak.

Os ensinamentos de Nanak podem ser encontrados na Escritura sique Guru Granth Sahib, como uma vasta coleção de versos revelatórios escritos em Gurmukhi. Deste conjunto alguns princípios comuns são discerníveis. Primeiramente, uma Divindade Suprema - ainda que incompreensível, manifesta-se em todas as grande religiões, o "Executor" Singular e sem forma, descrito em sua forma indestrutível e eterna.
Nanak descreve os perigos do egotismo (haumai - "Eu sou") e convoca os devotos a se engajarem no culto à palavra de Deus. Naam implica Deus, a Realidade, uma palavra mística ou fórmula para recitar ou meditar (shabad em Gurbani), através da Ordem Divina (hukam), as instruções do Guru, e o louvar das qualidades de Deus, descartando a dúvida no processo. Este culto deve ser desinteressado (sewa). A palavra de Deus limpa o indivíduo para fazer este culto possível. Isto relaciona-se à revelação de que Deus é o Executor e sem Deus não há outro nem nada. Nanak advertiu sobre a hipocrisia e a falsidade, declarando a natureza pervasiva destas na humanidade e que as ações religiosas também podem ser em vão. Pode-se dizer também que as práticas ascéticas sejam desfavorecidas por Nanak, que sugere a permanência interna nestes princípios sem destacar-se da família e da sociedade.
Através da tradição popular, os ensinamentos de Nanak são entendidos pela prática em três formas:
- Vaṇḍ Chakkō: Partilhar com os outros, ajudar os que têm menos ou que precisam;
- Kirat Karō: Ganhar a vida honestamente, sem exploração ou fraude;
- Naam Japna: Meditar sobre o Nome de Deus para controlar as cinco fraquezas da personalidade humana.

Nanak pôs grande ênfase no culto à Palavra de Deus (Naam Japna). Deve-se seguir os passos dos indivíduos "despertos" (Gurmukh) em vez da mente (estado de Manmukh - conduzidos pela vontade própria) - a última sendo perigosa e levando somente à frustração.
Reformas ocorridas na instituição e na Divindade e na Divindade e na Devoção são vistas como transcendentes de qualquer consideração religiosa ou divisão, por Deus não estar separado de qualquer indivíduo.

## Jornadas (Udasis)

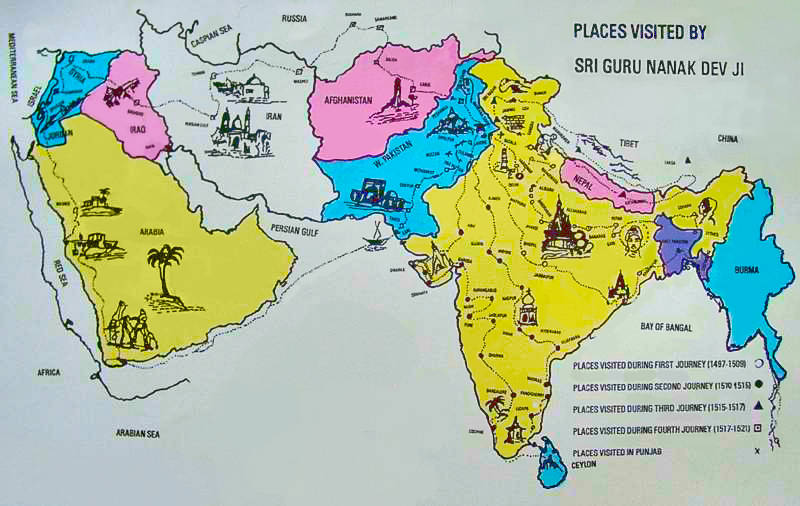
As cinco jornadas e outras localidades visitadas pelo Guru Nanak.

Ainda que a descrição exata das viagens seja disputadas, reconhece-se que Nanak fez quatro grandes jornadas, de milhares de quilômetros:
- 1ª jornada: com rumo leste, em direção a Bengala, Assam e Manipur;
- 2ª jornada: com rumo sul, em direção ao Sri Lanka;
- 3ª jornada: com rumo norte, em direção à Caxemira, Ladakh, Tibete e Arunachal Pradesh
- 4ª jornada: com rumo oeste, em direção a Bagdá, Meca e Medina na Península Arábica.[26]

Nanak cruzou em direção a Arunachal Pradesh. Inicialmente indo para Lhasa (Tibet) ele foi por Tawang depois de ter passado pelo Butão e entrar no Tibete por Samdurang Chu. Retornou de Lhasa e foi ao famoso monastério Samye e entrou Pemoshubu Menchukha em Arunachal Pradesh. Ele meditou por algum tempo nessa localidade. De Menchukha ele retornou ao Tibete, trouxe moradores do sul do Tibete e os realocou em Menchukha. Depois de ter passado por Gelling e Tuting ele foi a Sadiya e Braham-Kund, antes de entrar novamente em Assam.
Nanak foi movido pelo apuro das pessoas do mundo e queria dizer-lhes sobre a "mensagem real de Deus". As pessoas do mundo estavam confusas pelas mensagens conflitantes dadas pelos sacerdotes, pundits, qazis, mulás, etc. Ele estava determinado a trazer sua mensagem às massas; decidiu então, em 1499, partir para sua sagrada missão para difundir a mensagem da paz e da compaixão a toda a humanidade.
A maior parte de suas jornadas foi feita a pé com seu correligionário Bhai Mardana. Viajou em todas as direções dos pontos cardeais – norte, sul, oeste e leste. Acredita-se que o primeiro guru sique tenha viajado mais de 28 000 km em suas jornadas pelo mundo no período entre 1500 e 1524. Após 1499, embarcou em sua missão e visitou centros hindus, islâmicos, budistas, jains, sufis, iogues e sidhas. Nessas jornadas, encontrou pessoas de diferentes religiões, tribos, culturas e raças. Na sua primeira jornada, Nanak cobriu o leste do subcontinente indiano e retornou após seis anos. Partindo de Sultanpur em 1499 e indo à vila de Talwandi para encontrar seus pais e informar-lhes de sua longa jornada; estes lhe disseram que preferiam sua presença para que Nanak lhes desse conforto e proteção na velhice e não partisse. Mas Nanak lhes respondeu que o mundo estava queimando no fogo da Kali Yuga e que milhares e milhares esperavam pela mensagem divina do Todo-Poderoso para o conforto, o amor e a salvação. O Guru disse assim aos pais: "Há um chamado de Deus, eu devo ir para onde ele me disser que devo ir". Ao ouvir essas palavras, seus pais concordaram e deram-lhe suas bênçãos. Assim Nanak iniciou sua missão e começaram a ser estabelecidas as raízes do siquismo.

## Sucessão
Nanak indicou Bhai Lehna como o Guru sucesso, renomeando-o como Guru Angad, significando "um próprio" ou "parte de você". Em seguida à proclamação de Bhai Lehna como seu sucessor, Guru Nanak faleceu em 22 setembro de 1539 em Kartarpur, no atual Paquistão, aos 70 anos.